# CONCACAF Central American Cup 2024
La CONCACAF Central American Cup 2024 è stata la seconda edizione della CONCACAF Central American Cup, competizione subcontinentale per le squadre di club le cui associazioni nazionali sono affiliate alla UNCAF, sottoconfederazione della CONCACAF. La competizione è iniziata il 30 luglio 2024 ed è terminata il 5 dicembre successivo.
Il vincitore della competizione si qualificherà direttamente agli ottavi di finale della CONCACAF Champions Cup 2025, mentre altre cinque squadre si qualificheranno alla stessa competizione dal primo turno.

## Formula
Al torneo partecipano 20 squadre divise in quattro gironi di sola andata, ognuno da cinque. Le prime due di ogni girone si qualificano per la fase ad eliminazione diretta, con l'aggiunta di un turno di spareggio tra le sconfitte ai quarti di finale. Tutti i turni sono ad eliminazione diretta con partite di andata e ritorno, con supplementari e calci di rigore in caso di parità al termine dei 180 minuti.
Le quattro semifinaliste e le due vincenti dello spareggio tra le sconfitte ai quarti di finale si qualificano per la CONCACAF Champions Cup 2025. La vincente della competizione otterrà la qualificazione diretta agli ottavi di finale, mentre tutte le altre si qualificheranno al primo turno. 

## Date
| Fase                        | Turno                | Andata               | Ritorno              |
| --------------------------- | -------------------- | -------------------- | -------------------- |
| Fase a gironi               | 1ª Giornata          | 30 luglio - 1 agosto | 30 luglio - 1 agosto |
| Fase a gironi               | 2ª Giornata          | 6-8 agosto           | 6-8 agosto           |
| Fase a gironi               | 3ª Giornata          | 13-15 agosto         | 13-15 agosto         |
| Fase a gironi               | 4ª Giornata          | 20-22 agosto         | 20-22 agosto         |
| Fase a gironi               | 5ª Giornata          | 27-29 agosto         | 27-29 agosto         |
| Fase a eliminazione diretta | Quarti di Finale     | 24-26 settembre      | 1-3 ottobre          |
| Fase a eliminazione diretta | Semifinali e play-in | 29-31 ottobre        | 5-7 novembre         |
| Fase a eliminazione diretta | Finale               | 26-28 novembre       | 3-5 dicembre         |

## Squadre partecipanti
Le 20 squadre che prendono parte alla competizione provengono dalle sette federazioni affiliate alla UNCAF e sono qualificate in base ai risultati ottenuti nei rispettivi campionati nazionali. Per l'edizione 2024, Nicaragua e Costa Rica hanno ricevuto uno slot extra in base alle performance delle loro squadre nella precedente edizione della competizione.
| Nazione             | Club               | Qualificazione                                                                     |
| ------------------- | ------------------ | ---------------------------------------------------------------------------------- |
| Belize 1 posto      | Port Layola        | Vincitore della Premier League 2023-2024 (Clausura)                                |
| Costa Rica 4 posti  | Saprissa           | Vincitore della Liga Promerica 2023-2024 (Apertura e Clausura)                     |
| Costa Rica 4 posti  | Herediano          | Miglior piazzamento nella classifica aggregata della Liga Promerica 2023-2024      |
| Costa Rica 4 posti  | Alajuelense        | 2° miglior piazzamento nella classifica aggregata della Liga Promerica 2023-2024   |
| Costa Rica 4 posti  | Guanacasteca       | 3° miglior piazzamento nella classifica aggregata della Liga Promerica 2023-2024   |
| El Salvador 3 posti | Águila             | Vincitore dell'Apertura di Primera División 2023-2024                              |
| El Salvador 3 posti | Alianza            | Vincitore della Clausura di Primera División 2023-2024                             |
| El Salvador 3 posti | Luis Ángel Firpo   | Miglior piazzamento nella classifica aggregata di Primera División 2023-2024       |
| Guatemala 3 posti   | Comunicaciones     | Vincitore dell'Apertura della Liga Nacional 2023-2024                              |
| Guatemala 3 posti   | CSD Municipal      | Vincitore della Clausura della Liga Nacional 2023-2024                             |
| Guatemala 3 posti   | Antigua GFC        | Miglior piazzamento nella classifica aggregata della Liga Nacional 2023-2024       |
| Honduras 3 posti    | Olimpia            | Vincitore di Apertura e Clausura della Liga Nacional 2023-2024                     |
| Honduras 3 posti    | Marathón           | Miglior piazzamento nella classifica aggregata della Liga Nacional 2023-2024       |
| Honduras 3 posti    | Motagua            | 2° miglior piazzamento nella classifica aggregata della Liga Nacional 2023-2024    |
| Nicaragua 3 posti   | Diriangén          | Vincitore di Apertura e Clausura della Primera División 2023-2024                  |
| Nicaragua 3 posti   | Managua            | Miglior piazzamento nella classifica aggregata della Primera División 2023-2024    |
| Nicaragua 3 posti   | Real Estelí        | 2° miglior piazzamento nella classifica aggregata della Primera División 2023-2024 |
| Panama 3 posti      | Indep. La Chorrera | Vincitore di Clausura della Liga Panameña 2023                                     |
| Panama 3 posti      | Tauro              | Vincitore di Apertura della Liga Panameña 2024                                     |
| Panama 3 posti      | San Francisco      | Miglior piazzamento nella classifica aggregata di Liga Panameña 2023 e 2024        |

## Sorteggio
Il sorteggio si è svolto a Miami il 6 giugno 2024. Le squadre partecipanti sono state divise nelle cinque urne in base alla loro posizione nel ranking CONCACAF al 3 giugno 2024.
| Squadra          | Urna 2              | Urna 3                  | Urna 4             | Urna 5                 |
| ---------------- | ------------------- | ----------------------- | ------------------ | ---------------------- |
| Saprissa (41)    | CSD Municipal (52)  | Tauro (58)              | San Francisco (77) | Diriangén (98)         |
| Olimpia (43)     | Comunicaciones (54) | Marathón (59)           | Alianza (80)       | Luis Ángel Firpo (113) |
| Alajuelense (50) | Antigua GFC (55)    | Indep. La Chorrera (60) | Real Estelí (83)   | Managua (146)          |
| Herediano (51)   | Motagua (56)        | Guanacasteca (71)       | Águila (86)        | Port Layola (175)      |

## Fase a gironi

### Girone A
| Pos. | Squadra       | P.ti | G | V | P | S | GF | GS | DG |
| ---- | ------------- | ---- | - | - | - | - | -- | -- | -- |
| 1.   | Herediano     | 10   | 4 | 3 | 1 | 0 | 4  | 1  | +3 |
| 2.   | Motagua       | 7    | 4 | 2 | 1 | 1 | 9  | 6  | +3 |
| 3.   | Diriangén     | 7    | 4 | 2 | 1 | 1 | 4  | 3  | +1 |
| 4.   | Tauro         | 3    | 4 | 1 | 0 | 3 | 4  | 8  | -4 |
| 5.   | San Francisco | 1    | 4 | 0 | 1 | 3 | 3  | 6  | -3 |

### Girone B
| Pos. | Squadra          | P.ti | G | V | P | S | GF | GS | DG |
| ---- | ---------------- | ---- | - | - | - | - | -- | -- | -- |
| 1.   | Alajuelense      | 12   | 4 | 4 | 0 | 0 | 11 | 6  | +5 |
| 2.   | Comunicaciones   | 7    | 4 | 2 | 1 | 1 | 5  | 4  | +1 |
| 3.   | Marathón         | 6    | 4 | 2 | 0 | 2 | 4  | 5  | -1 |
| 4.   | Alianza          | 3    | 4 | 1 | 0 | 3 | 6  | 6  | 0  |
| 5.   | Luis Ángel Firpo | 1    | 4 | 0 | 1 | 3 | 6  | 11 | -5 |

### Girone C
| Pos. | Squadra            | P.ti | G | V | P | S | GF | GS | DG  |
| ---- | ------------------ | ---- | - | - | - | - | -- | -- | --- |
| 1.   | Águila             | 10   | 4 | 3 | 1 | 0 | 10 | 1  | +9  |
| 2.   | Antigua GFC        | 9    | 4 | 2 | 2 | 0 | 7  | 3  | +4  |
| 3.   | Olimpia            | 7    | 4 | 2 | 1 | 1 | 10 | 4  | +6  |
| 4.   | Indep. La Chorrera | 3    | 4 | 1 | 0 | 3 | 2  | 8  | +6  |
| 5.   | Port Layola        | 0    | 4 | 0 | 0 | 4 | 3  | 16 | +13 |

### Girone D
| Pos. | Squadra      | P.ti | G | V | P | S | GF | GS | DG |
| ---- | ------------ | ---- | - | - | - | - | -- | -- | -- |
| 1.   | Saprissa     | 9    | 4 | 3 | 0 | 1 | 10 | 4  | +6 |
| 2.   | Real Estelí  | 7    | 4 | 2 | 1 | 1 | 6  | 3  | +3 |
| 3.   | Motagua      | 4    | 4 | 1 | 1 | 2 | 4  | 4  | 0  |
| 4.   | Managua      | 4    | 4 | 1 | 1 | 2 | 4  | 7  | -3 |
| 5.   | Guanacasteca | 4    | 4 | 1 | 1 | 2 | 3  | 9  | -6 |

## Eliminazione diretta
La fase ad eliminazione diretta si gioca con le seguenti regole:
- Ogni sfida si gioca con partite di andate e ritorno, la squadra che gioca in casa la partita di ritorno si determina come segue:
  - Nei quarti di finale, la squadra prima nel girone gioca in casa il ritorno
  - Nelle semifinali e nei play-in, la squadra con il miglior punteggio sommando fase a gironi e quarti di finale gioca in casa il ritorno
  - In finale, la squadra con il miglior punteggio accumulato tra fase a gironi, quarti di finale e semifinali gioca in casa il ritorno.
- Nei quarti di finale e nelle semifinali, in caso di pareggio si applica la regola dei gol in trasferta. Se ancora in parità, si passa ai calci di rigore
- Nei play-in e nella finale, in caso di pareggio si applica la regola dei gol in trasferta. Se ancora in parità, si giocano i tempi supplementari e successivamente ai rigori.

Non è previsto un sorteggio per l'eliminazione diretta, si procede invece con i seguenti accoppiamenti:
- Vincente del girone con il miglior punteggio - seconda del girone con il peggior punteggio
- Vincente del girone con il secondo miglior punteggio - seconda del girone con il secondo peggior punteggio
- Vincente del girone con il terzo miglior punteggio - seconda del girone con il terzo peggior punteggio
- Vincente del girone con il peggior punteggio - seconda del girone con il peggior punteggio

### Tabellone
|  | Quarti di finale | Quarti di finale | Quarti di finale | Quarti di finale | Quarti di finale |  |  | Semifinali        | Semifinali        | Semifinali  | Semifinali  | Semifinali |   |   | Finale      | Finale      | Finale | Finale | Finale |  |
|  |                  |                  |                  |                  |                  |  |  |                   |                   |             |             |            |   |   |             |             |        |        |        |  |
|  | 2D               | Real Estelí      | 2                | 0                | 2                |  |  |                   |                   |             |             |            |   |   |             |             |        |        |        |  |
|  | 1C               | Águila           | 1                | 0                | 1                |  |  | Real Estelí (gfc) | Real Estelí (gfc) | 0           | 2           | 2          |   |   |             |             |        |        |        |  |
|  | 2A               | Motagua          | 2                | 0                | 2                |  |  | Herediano         | Herediano         | 0           | 2           | 2          |   |   |             |             |        |        |        |  |
|  | 1A               | Herediano (gfc)  | 2                | 0                | 2                |  |  |                   |                   |             |             |            |   |   | Real Estelí | Real Estelí | 1      | 1      | 2      |  |
|  | 2C               | Antigua GFC      | 0                | 3                | 3                |  |  |                   |                   | Alajuelense | Alajuelense | 1          | 2 | 3 |             |             |        |        |        |  |
|  | 1D               | Saprissa         | 0                | 0                | 0                |  |  | Antigua GFC       | Antigua GFC       | 0           | 0           | 0          |   |   |             |             |        |        |        |  |
|  | 2B               | Comunicaciones   | 1                | 1                | 2                |  |  | Alajuelense       | Alajuelense       | 0           | 1           | 1          |   |   |             |             |        |        |        |  |
|  | 1B               | Alajuelense      | 2                | 1                | 3                |  |  |                   |                   |             |             |            |   |   |             |             |        |        |        |  |

### Quarti di finale
| Squadra 1      | Totale      | Squadra 2   | Andata | Ritorno |
| -------------- | ----------- | ----------- | ------ | ------- |
| Comunicaciones | 2 - 3       | Alajuelense | 1 - 2  | 1 - 1   |
| Antigua        | 3 - 0       | Saprissa    | 0 - 0  | 3 - 0   |
| Real Esteli    | 2 - 1       | Aguila      | 2 - 1  | 0 - 0   |
| Motagua        | 2 - 2 (gfc) | Herediano   | 2 - 2  | 0 - 0   |

### Spareggi
Le quattro sconfitte ai quarti di finale giocano uno spareggio per due posti in CONCACAF Champions Cup 2024
| Squadra 1      | Totale | Squadra 2 | Andata | Ritorno |
| -------------- | ------ | --------- | ------ | ------- |
| Comunicaciones | 2 - 4  | Saprissa  | 1 - 1  | 1 - 3   |
| Motagua        | 4 - 2  | Aguila    | 2 - 0  | 2 - 2   |

### Semifinali
| Squadra 1   | Totale      | Squadra 2   | Andata | Ritorno |
| ----------- | ----------- | ----------- | ------ | ------- |
| Antigua     | 0 - 1       | Alajuelense | 0 - 0  | 0 - 1   |
| Real Esteli | 2 - 2 (gfc) | Herediano   | 0 - 0  | 2 - 2   |

### Finale
| Squadra 1   | Totale | Squadra 2   | Andata | Ritorno |
| ----------- | ------ | ----------- | ------ | ------- |
| Real Esteli | 2 - 3  | Alajuelense | 1 - 1  | 1 - 2   |